# St.-Lambertus-Kapelle (Niederheid)

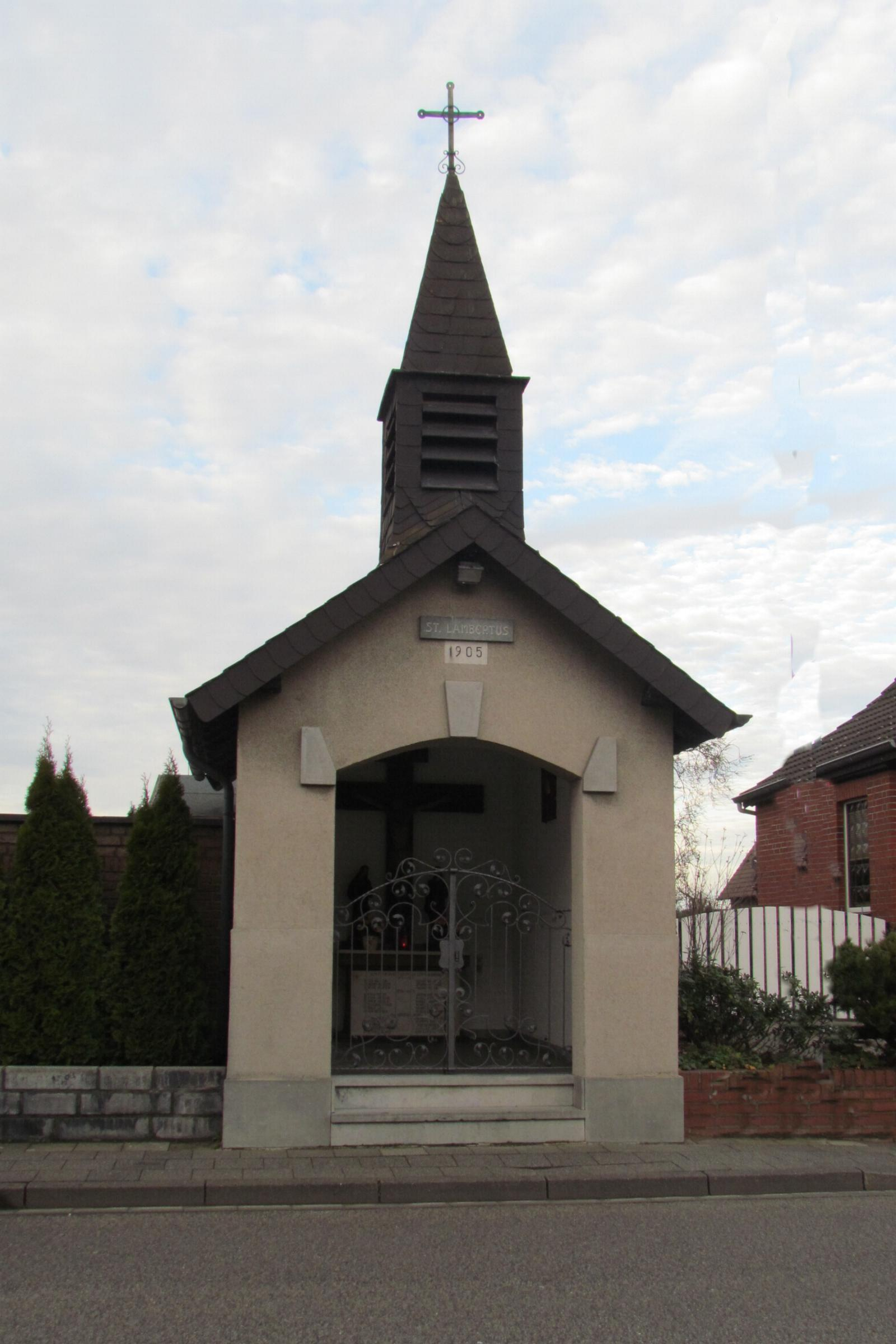
St.-Lambertus-Kapelle

Die römisch-katholische St.-Lambertus-Kapelle ist eine Kapelle mit Ehrentafel für die Kriegsopfer im Ortsteil Niederheid der Stadt Geilenkirchen in Nordrhein-Westfalen.

## Geschichte

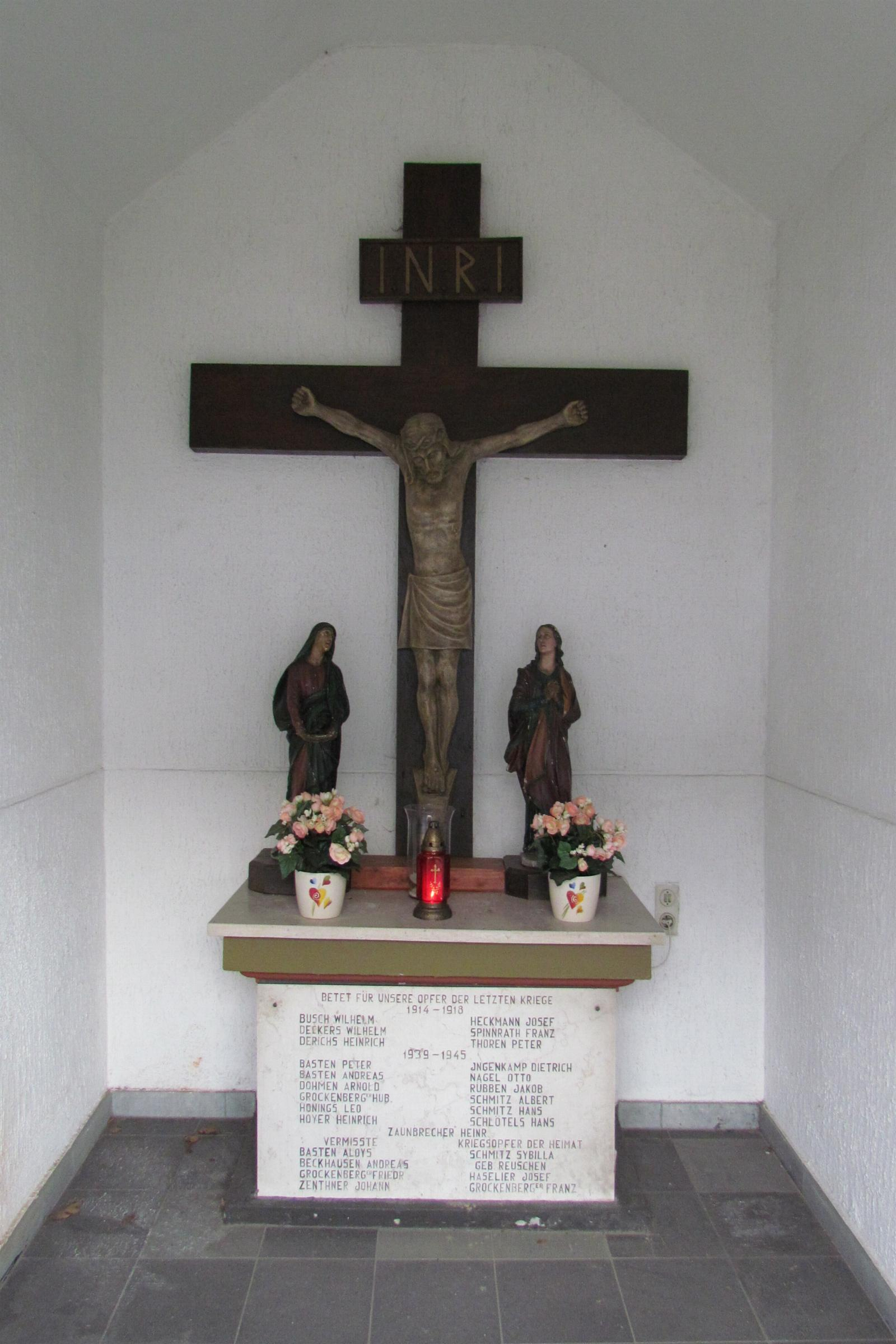
Innenansicht der Kapelle

Die St. Lambertuskapelle wurde im Jahre 1905 von den Dorfbewohnern an der Von-Humboldt-Straße errichtet. Das Grundstück für den Kapellenbau wurde von den Eheleuten Lowis/Herberichs gestiftet. Im Jahre 1961 wurde die Kapelle neu gestaltet und am 30. April 1961 benediziert. Die Pflege und Unterhaltung obliegt der Dorfgemeinschaft.

## Beschreibung
Die Kapelle in Niederheid ist ein kleiner Backsteinbau unter einem Satteldach. Die dreiseitig geschlossene Kapelle ist verputzt und wird von einem schmiedeeisernen Türgitter verziert. Auf dem Dach steht ein vierseitiger Dachreiter mit einer Glocke. Auf einem Altar in der Kapelle stehen ein Kruzifix und Heiligenfiguren. 
Die Frontseite des Altars trägt auf einer Tafel die Namen der Kriegsopfer und Vermissten der beiden Weltkriege aus Niederheid.